# Dryptosaurus
Dryptosaurus ("sápající ještěr") byl rod dravého (teropodního) dinosaura, patřícího do nadčeledi Tyrannosauroidea (vzdálený příbuzný populárního rodu Tyrannosaurus). Tento dvounohý predátor žil v období svrchní křídy (asi před 70 miliony let) na východě dnešní Severní Ameriky (ostrovní masa Appalačie, geologické souvrství Navesink). Dryptosaura proslavil především ilustrátor Charles Robert Knight svou rekonstrukcí "Leaping Laelaps" z roku 1896, kde poprvé zobrazuje dinosaura v aktivním pohyblivém postoji.

## Popis
Dryptosaurus byl mohutný dvounohý predátor, dosahující délky asi 6 až 7,5 metru. V kyčlích byl vysoký kolem 1,8 metru a mohl vážit až kolem 1,5 tuny. Měl relativně dlouhé přední končetiny se třemi mohutnými drápy o délce až 20 cm. Podle nich dostal také své druhové jméno aquilunguis - "mající drápy podobné orlím". Hlava byla stejně jako u ostatních tyranosauroidů poměrně mohutná.

## Objev
V roce 1866 byla náhodně objevena nekompletní kostra (ANSP 9995) v jednom lomu v New Jersey. Paleontolog Edward Drinker Cope popsal jejího majitele jménem řeckého mytologického psa - jako Laelaps. Ten se stal v pořadí čtvrtým dinosaurem, objeveným v Severní Americe. Později se však ukázalo, že pod názvem Laelaps byl již dříve popsán jistý roztoč, Copeův rival Othniel Charles Marsh proto v roce 1877 změnil rodové jméno na dodnes platné Dryptosaurus. 
V roce 2022 byl ze stejného souvrství i lokality popsán kosterní materiál dalšího teropoda, patrně však odlišného.
V roce 1933 byl z Indie popsán pochybný rod abelisauridního teropoda pod jménem Dryptosauroides grandis, ve skutečnosti však nebyl dryptosaurovi blízce příbuzný.
Do tohoto rodu by mohl patřit i původce fosilního zubu, popsaný roku 1868 Josephem Leidym jako Diplotomodon horrificus.

## Paleoekologie
Vzhledem k velmi nedostatečnému fosilnímu záznamu z východu USA není jisté, jak vypadal ekosystém dryptosaura. Ve stejné oblasti byl však již v roce 1856 objeven také mohutný kachnozobý dinosaurus Hadrosaurus, který mohl být součástí dravcova jídelníčku. V oblasti se také během svrchní křídy vyskytovali obrnění nodosauři, ti však vzhledem k tělesnému "pancíři" zřejmě netvořili dryptosaurovu kořist příliš často.